# 麥稈酒

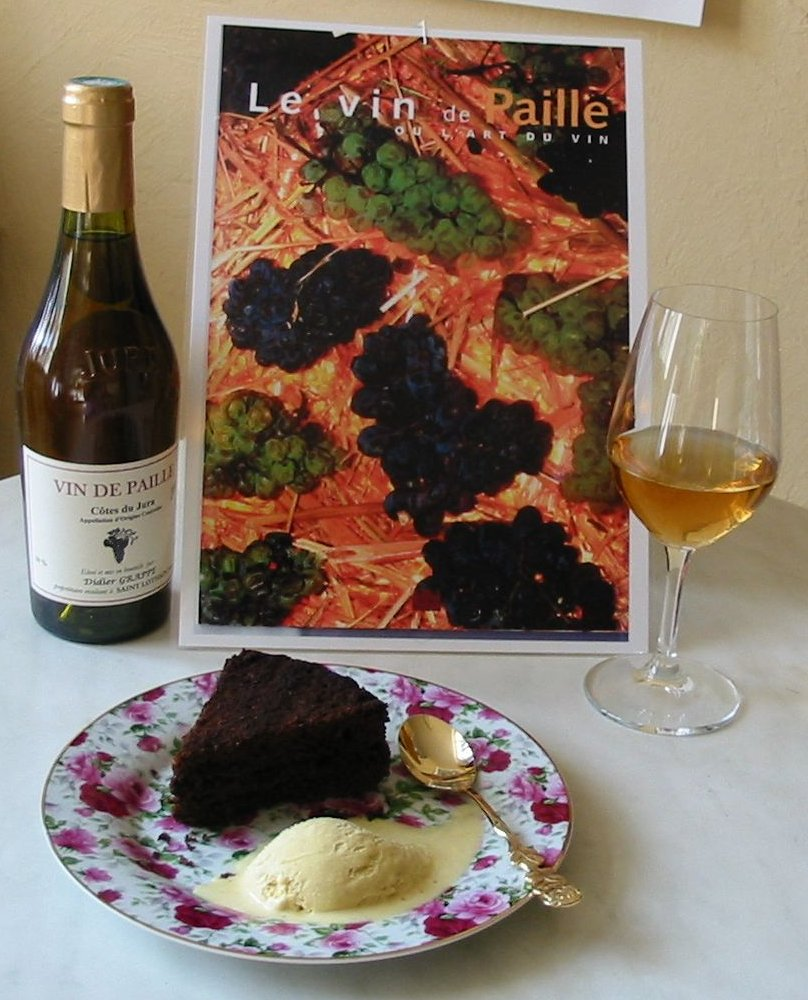
風乾葡萄酒

風乾葡萄酒（英語： 或 raisin wine），常被稱為麥稈(葡萄)酒、麥杆(葡萄)酒、麥稈甜(葡萄)酒、或風乾葡萄酒，是一種將葡萄斷梗置於葡萄藤架上或平鋪於層架上利用陽光與自然風吹(依釀造酒款不同 5天到90天左右)以使葡萄中的汁液因水分流失(5%~45%水分因葡萄種類而別)而汁液的糖度因此增加, 進而去榨汁、釀造而得的葡萄酒。
這種酒的製造原理類似於冰酒，但較適合溫暖陽光充足地區。製作方法隨其地區而有不同，早期最常見的製作方法，是將收成後的葡萄舖在稻草或麥稈上，以日曬與自然風吹方式降低葡萄中含水量，之後再榨汁後釀酒；也有將葡萄吊在屋簷或是放在穀倉裏風乾，或是讓葡萄直接留在藤上，等曬到水份降低後再採收，所以也被暱稱為稻草(葡萄)酒、麥稈(葡萄)酒。風乾葡萄酒一般是製成甜的白葡萄酒。